# 34293 Khiemdoba
34293 Khiemdoba è un asteroide della fascia principale. Scoperto nel 2000, presenta un'orbita caratterizzata da un semiasse maggiore pari a 2,4382442 au e da un'eccentricità di 0,1237390, inclinata di 5,47105° rispetto all'eclittica.